# Денніс Лоренс
Денніс Лоуренс (англ. Dennis Lawrence, нар. 1 серпня 1974, Морвант, Тринідад) — тринідадський футболіст, що грав на позиції  захисника. Згодом — футбольний тренер, очолював тренерський штаб національної збірної Тринідаду і Тобаго.
Насамперед відомий виступами за клуби «Дефенс Форс», «Рексем» та «Свонсі Сіті», а також національну збірну Тринідаду і Тобаго.

## Клубна кар'єра
У дорослому футболі дебютував 1992 року виступами за команду клубу «Дефенс Форс», в якій провів дев'ять сезонів.
Своєю грою за цю команду привернув увагу представників тренерського штабу валлійського клубу «Рексем», до складу якого приєднався 2001 року. Відіграв за валійську команду наступні п'ять сезонів своєї ігрової кар'єри. Більшість часу, проведеного у складі «Рексема», був основним гравцем захисту команди.
2006 року уклав контракт з клубом «Свонсі Сіті», у складі якого провів наступні три роки своєї кар'єри гравця. Граючи у складі «Свонсі Сіті» також здебільшого виходив на поле в основному складі команди.
Протягом 2008—2009 років захищав на умовах оренди кольори команди клубу «Кру Александра».
Завершив професійну ігрову кар'єру на батьківщині, у клубі «Сан-Хуан Джаблоті», за команду якого виступав протягом 2009—2010 років.

## Виступи за збірну
2000 року дебютував в офіційних матчах у складі національної збірної Тринідаду і Тобаго. Протягом кар'єри у національній команді, яка тривала 11 років, провів у формі головної команди країни 89 матчів, забивши 5 голів.
У складі збірної був учасником чемпіонату світу 2006 року у Німеччині, розіграшу Золотого кубка КОНКАКАФ 2005 року у США.

## Тренерська робота
Завершивши виступи на футбольному полі, 2010 року приєднався до очолюваного Роберто Мартінесом тренерського штабу «Віган Атлетік» як один з тренерів команди. Згодом протягом 2013—2016 допомагав Мартінесу в «Евертоні», де був тренером з розвитку гравців.
2017 року повернувся на батьківщину, прийнявши пропозицію очолити тренерський штаб національної збірної Тринідаду і Тобаго, з якою працював до 2019 року.

## Титули і досягнення
- Переможець Карибського кубка: 2001